# Starosta niegrodowy
Starosta niegrodowy, tenutariusz (łac. capitaneus sine iurisdictione) – użytkownik zamków lub dóbr królewskich z tzw. królewszczyzn na podstawie umowy dzierżawy lub zastawu, jednak bez praw starosty grodowego takich jak uprawnienia sądowe, policyjne i egzekucyjne. Starostwa niegrodowe były łac. panis bene merentium (chlebem dobrze zasłużonych), rozdawanym przez króla. Starostwa grodowe nadawały wyższą godność, ale za to starostwa niegrodowe były bardziej dochodowe. Starostowie niegrodowi od 1563 roku byli obowiązani płacić do skarbu państwa część czwartą dochodu, czyli tak zwaną kwartę, na utrzymanie wojska kwarcianego (od 1567 roku tylko 1/5). Prawo zwane Ius communicativum, pozwalało wdowie po staroście zatrzymać starostwo na dożywocie. Dla wykazania kwarty sporządzano bardzo szczegółowe i dokładne opisy starostw zwane lustracjami. Starostowie niegrodowi administrowali dobrami jak własnością cudzą i czasową, dlatego sejm w 1774 roku postanowił wydzierżawiać starostwa niegrodowe prawem emfiteutycznym na 50 lat w drodze przetargu. Wobec niekontrolowanej kumulacji tych starostw w jednym ręku, stały się one przyczyną wzrostu niejednej fortuny magnackiej.
Uprawnienia sądowo-administracyjne starosty niegrodowego dotyczyły tylko poddanych (Referendaria Koronna).